# Platyzoa
Platyzoa (лат., от др.-греч. πλατύς — плоский, ζῷον — животное) — ранее выделявшаяся группа первичноротых животных (Protostomia). Таксон предложен в 1998 году Т. Кавалье-Смитом для «ресничных несегментированных организмов без полости тела или с первичной полостью тела, лишённых циркуляторной системы». Впоследствии состав группы был пересмотрен, например, из неё исключили Acoelomorpha, ранее считавшихся представителями турбеллярий. Монофилетический статус таксона в таком изменённом составе был подтверждён молекулярно-генетическими исследованиями того времени.

## Состав группы
В Platyzoa в изменённом составе включали следующие типы:
- Плоские черви (Platyhelminthes)
- Брюхоресничные черви (Gastrotricha)
- Gnathifera:
  - Гнатостомулиды (Gnathostomulida)
  - Micrognathozoa
  - Коловратки (Rotifera)
  - Скребни (Acanthocephala)

## Современный статус
Уже изначально Platyzoa сближали с Lophotrochozoa, однако единого представления о соотношении этих групп не было. Более поздние молекулярно-генетические исследования показали, что группа является сборной: клада Gnathifera является первичным эволюционным ответвлением в кладе спиральных, а плоские и брюхоресничные черви либо являются следующим ответвлением (гипотеза Rouphozoa), либо расположены независимо и глубоко в кладе Lophotrochozoa.